# 内弁
内弁（ないべん）とは、即位式や朝賀・節会・射礼などの朝廷における重要行事の際に、会場が大極殿であれば会昌門、内裏であれば承明門の門内にあって、門の内側における諸事に対する責任者である公卿のこと。

## 概要
儀式が行われる大内裏の中でも主会場である大極殿や内裏の内部を取り仕切る内弁は儀式遂行上もっとも重要な役職であり、通常は一上がその地位に就いた。一上は太政大臣及び摂関を除く公卿の中で最も地位が高い者が任じられるのが慣例であったから、左大臣が一上に任じられて儀式における内弁を務めるのが一般的であった。ただし、一上が事情があって参内していない場合には、参加している大臣（太政大臣・摂関は除く）の中で筆頭の地位にある者が内弁となり、大臣が不在の場合には大納言が任ぜられる場合もありえた。内弁の制度が整備されたのは内裏式などが編纂された弘仁年間以後と考えられている。
『西宮記』における正月節会の作法によれば、内弁は予め内裏の宜陽殿の兀子に着座して天皇の出御を待ち、天皇が南殿に出御すると内侍の召しに応じて殿上に昇り、参列した公卿や皇親を堂上の饗座に着かせる。その後、内弁が天皇に奏上を行い、天皇は宣命を下して参列者に禄を支給して、饗宴を進めたという。